# David Miller (homme politique)
Pour les articles homonymes, voir David Miller et Miller.
David Raymond Miller (né le 26 décembre 1958 à San Francisco, Californie) est un homme politique canado-britanno-américain, qui est maire de Toronto de 2003 à 2010.  
Il est le 63e maire de Toronto, et le second de la ville fusionnée. Élu une première fois en 2003, il est réélu en 2006 pour un mandat de quatre ans. Bien qu'entré en politique en tant que membre du Nouveau Parti démocratique, il gouverne sans affiliation à un parti. Le 25 septembre, 2009, Miller annonce que, pour des raisons familiales, il ne briguerait pas un troisième mandat de maire à l'élection de 2010.

## Biographie
Miller est né à San Francisco, Californie. Son père américain, Joe Miller, est décédé d'un cancer en 1960, et sa mère britannique Joan revient avec son fils à Thriplow, au sud de Cambridge. Miller a passé ses premières années en Angleterre avant de s'installer au Canada avec sa mère en 1967. Il s'enrôla au Lakefield College grâce à une bourse et ce, à l'époque où Prince Andrew y étudiait.
Miller obtient un diplôme de quatre années de premier cycle à l'Université Harvard, obtenant son diplôme summa cum laude en économie en 1981. Il obtient un baccalauréat en droit de l'Université de Toronto en 1984, et devient associé au sein de l'éminent cabinet de droit Aird & Berlis LLP (de Toronto), spécialisé dans le droit de l'emploi, le droit de l'immigration et le droit des actionnaires. Il représente les résidents de Toronto Islands dans un arbitrage en 1985 alors qu'il est stagiaire ; il a plus tard décrit cette expérience comme étant son initiation à la politique municipale. Il épouse l'avocate Jill Arthur en 1994. Le couple a deux enfants. 
Miller rejoint le Nouveau Parti démocratique (NPD) en 1985, et a à l'époque une image de l'ancien chef néo-démocrate Tommy Douglas affichée au mur de son bureau. Il fait d'abord campagne pour le Conseil de communauté urbaine de Toronto en 1991, indiquant alors que Toronto devait améliorer son système de transport en commun afin de réellement pouvoir se considérer une ville de classe mondiale. Il perd cependant face au conseiller en poste, Derwyn Shea (en). Miller est ensuite le candidat du NPD de Parkdale-High Park à l'élection fédérale canadienne de 1993, et termine au quatrième rang; le siège est gagné par Jesse Flis (en) du parti libéral. En 1996, il perd l'élection partielle ontarienne de 1996 dans la circonscription York-Sud faisant suite à la démission du chef du NPD du Bob Rae.
Après son élection à la mairie de Toronto en 2003, à la suite de Mel Lastman qui a décidé de ne pas se représenter, il ne renouvelle pas son adhésion au NPD, échue en 2007, en indiquant qu'il ne voulait pas être vu comme étant partisan ou affilié de quelque manière lorsqu'il devait traiter avec les gouvernements provinciaux et fédéral.